# 우크라이나계 카자흐스탄인
우크라이나계 카자흐스탄인(우크라이나어:Українці у Казахстані, 카자흐어:Қазақстандағы украиндар)은 카자흐스탄에 거주하는 우크라이나인이다. 인구는 387,327명(2021년)이며 전체의 2.0%를 차지한다. 주로 카자흐스탄 북부에 거주한다.

## 같이 보기
- 슬라브족
- 동슬라브족
- 우크라이나인
- 카자흐스탄의 인구